# Aegon International 2011
Eastbourne International 2011 - чоловічий і жіночий тенісний турнір, що проходив на відкритих кортах з трав'яним покриттям. Це був 37-й за ліком турнір серед жінок і 3-й - серед чоловіків. Належав до серії Premier у рамках Туру WTA 2011, а також до серії 250 у рамках Туру ATP 2011. Проходив у Devonshire Park Lawn Tennis Club в Істборні (Велика Британія). Тривав з 11 до 18 червня 2011 року. Фінал у чоловічому парному розряді початково було заплановано на 17 червня, але через дощ він відбувся 19 червня в Роергемптоні.

## Учасники

### Сіяні учасники
| Країна    | Гравець               | Рейтинг* | Сіяний |
| --------- | --------------------- | -------- | ------ |
| Франція   | Жо-Вілфрід Тсонга     | 19       | 1      |
| Україна   | Олександр Долгополов  | 21       | 2      |
| Сербія    | Янко Типсаревич       | 31       | 3      |
| Іспанія   | Гільєрмо Гарсія-Лопес | 33       | 4      |
| Україна   | Сергій Стаховський    | 36       | 5      |
| ПАР       | Кевін Андерсон        | 39       | 6      |
| Іспанія   | Пабло Андухар         | 48       | 7      |
| Німеччина | Філіпп Кольшрайбер    | 49       | 8      |

- Рейтинг подано станом на 6 червня 2011.

### Інші учасники
Нижче наведено учасників, які отримали вайлд-кард на участь в основній сітці:
- Деніел Кокс
- Деніел Еванс
- Колін Флемінг

Гравець, що потрапив в основну сітку як спеціальний виняток:
- Джеймс Ворд

Гравці, що пробились в основну сітку через стадію кваліфікації:
- Райнер Шуттлер
- Alexander Slabinsky
- Дональд Янг
- Evgeny Kirillov

Гравець, що потрапив в основну сітку як щасливий лузер:
- Ілля Марченко

## Учасниці

### Сіяні учасниці
| Країна    | Гравчиня           | Рейтинг* | Сіяна |
| --------- | ------------------ | -------- | ----- |
| Росія     | Віра Звонарьова    | 3        | 1     |
| КНР       | Лі На              | 4        | 2     |
| Білорусь  | Вікторія Азаренко  | 5        | 3     |
| Італія    | Франческа Ск'явоне | 7        | 4     |
| Чехія     | Петра Квітова      | 8        | 5     |
| Франція   | Маріон Бартолі     | 9        | 6     |
| Австралія | Саманта Стосур     | 10       | 7     |
| Німеччина | Андреа Петкович    | 11       | 8     |

- Рейтинг подано станом на 6 червня 2011.

### Інші учасниці
Нижче наведено учасниць, які отримали вайлд-кард на участь в основній сітці:
- Олена Балтача [2]
- Гезер Вотсон [3]
- Серена Вільямс [4]

Гравчині, що пробились в основну сітку через стадію кваліфікації:
- Чжен Цзє
- Бояна Йовановські
- Мір'яна Лучич-Бароні
- Таміра Пашек

## Переможниці та фіналістки

### Чоловіки. Одиночний розряд
Андреас Сеппі —  Янко Типсаревич, 7–6(7–5), 3–6, 5–3 ret.
- Для Сеппі це був перший титул за кар'єру.

### Одиночний розряд. Жінки
Маріон Бартолі —  Петра Квітова, 6–1, 4–6, 7–5
- Для Бартолі це був 1-й титул за рік і 6-й — за кар'єру. Це був її 2-й титул Premier і перший на трав'яному покритті.

### Парний розряд. Чоловіки
- Джонатан Ерліх /  Енді Рам —  Григор Димитров /  Андреас Сеппі, 6–3, 6–3

### Парний розряд. Жінки
Квета Пешке /  Катарина Среботнік —  Лізель Губер /  Ліза Реймонд, 6–3, 6–0